# Волковский сельсовет (Амурская область)
Во́лковский сельсове́т — муниципальное образование со статусом сельского поселения в составе Благовещенского района Амурской области. 
Административный центр — село Волково.

## История
21 сентября 2005 года в соответствии с Законом Амурской области № 51-ОЗ муниципальное образование наделено статусом сельского поселения.

## Администрация
Председатель сельсовета:
- 1928 год: Карагодин Степан Иванович[3].

Секретарь сельсовета:
- 1928 год: Михалевич.[4]

## Пресса
- 6 марта 1928 год: Региональный орган большевистской печати – газета "Амурская Правда" опубликовала статью "Весёлый эффект"[4], дискредитирующую администрацию с. Волково в лице председателя сельсовета Карагодина Степана Ивановича, секретаря сельсовета Михалевича и заведующего сельской школой – бывшего священника.

## Население
| 2002  | 2010  | 2011  | 2012  | 2013  | 2014  | 2015  |
| ----- | ----- | ----- | ----- | ----- | ----- | ----- |
| 1971  | ↗2167 | ↗2174 | ↗2233 | ↗2242 | ↗2281 | ↗2355 |
| 2016  | 2017  | 2018  | 2019  | 2020  | 2021  |       |
| ↗2448 | ↗2499 | ↘2495 | ↗2501 | ↗2541 | ↗2855 |       |

## Состав сельского поселения
| № | Населённый пункт | Тип населённого пункта       | Население |
| - | ---------------- | ---------------------------- | --------- |
| 1 | Волково          | село, административный центр | ↗2199     |
| 2 | Ровное           | село                         | ↗420      |